# Nová Moldava

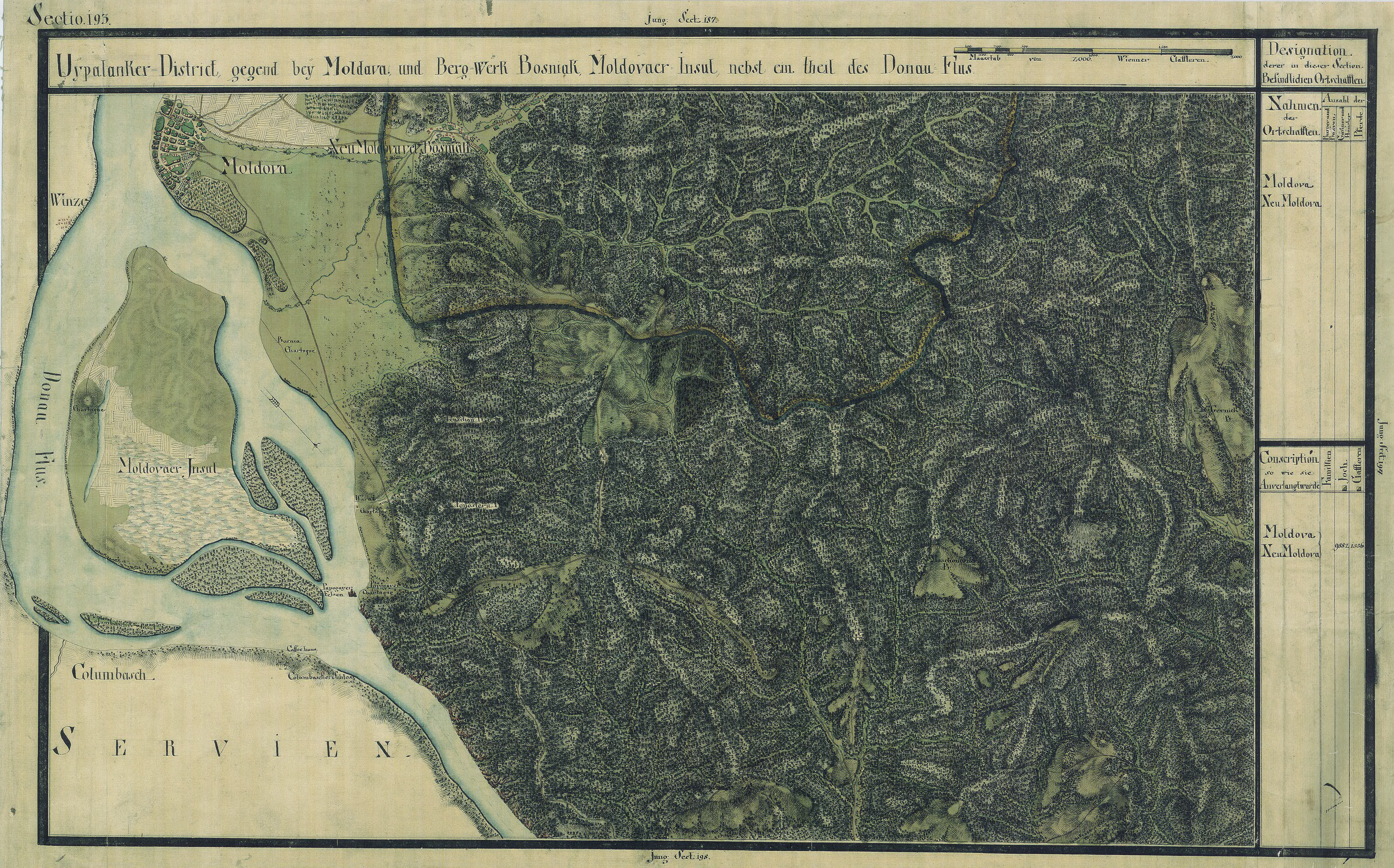
Nová a Stará Moldava na historické mapě Banátu, 1769–1772

Nová Moldava či Bošňák (rumunsky Moldova Nouă, maďarsky Újmoldova, německy Neumoldowa, srbsky Nova Moldava) je rumunské město v Banátu. Obývá jej okolo 14 000 obyvatel. Žije zde také malá česká menšina. Město leží v župě Karaš-Severin a z okolí do něj dojíždí lidé za zaměstnáním. To platí i pro českou vesnici Svatá Helena, která leží zhruba 10 km od Nové Moldavy. Někteří Češi se ve městě usadili.

## Poloha
Nová Moldava leží v Banátu na rumunské straně Dunaje několik málo kilometrů od něj. Severně od města, zhruba 65 km daleko, leží župní hlavní město Rešice.

## Dějiny
Město se původně skládalo z dvou vesnic, a sice Bosniak (první zmínka z roku 1723, původně osídlena osadníky ze Štýrska a Tyrolska) a Baron (zmínka z roku 1761, rumunská vesnice). Od roku 1777 je doložen současný název. Historie města je úzce spojena s těžbou probíhající už od dob Starověkého Říma, která byla nejpozději roku 1728 pod nadvládou Rakouska-Uherska znovu obnovena. Od roku 1918 město patří pod Rumunsko a v roce 1968 získalo statut města. Od té doby vývoj centrální části města po několik desetiletí stagnuje, zatímco u Dunaje ležící místní část Stará Moldava (Moldova Veche) expandovala s rozšířením přístavu.

## Průmysl a ekonomika
Hlavními povoláními jsou zde rybolov, lodní doprava, zpracování dřeva a zemědělství. Měď se prakticky přestala těžit roku 2005. Haldy hlušiny jsou nedostatečně zpevněné a vítr rozfukuje toxický prach až do Srbska, což vedlo opakovaně k diplomatickému napětí mezi oběma zeměmi.
Po pádu socialismu zde začal průmysl uvadat.[zdroj⁠?!] Zajímavostí jsou velké luxusní vily okolo pobřeží, které vybudovali pašeráci, kteří za jugoslávské krize pašovali do Srbska pohonné hmoty a díky tomu vydělali tisíce německých marek a dolarů.[zdroj⁠?!]

## Obyvatelstvo
V roce 1777 bylo v Nové Moldavě napočítáno 32 obyvatel. V roce 1880 už bylo ve městě 3 158 lidí, z toho 2 586 Rumunů, 421 Němců, 44 Srbů a 17 Maďarů. Do roku 1966 se počet obyvatel zvýšil na 5 838 a od té doby se již jen snižuje. Podle sčítání lidu z roku 2002 žilo ve vlastním městě ještě 3 492 registrovaných obyvatel, mezi nimi 3 314 Rumunů, 67 Čechů, 49 Romů, 29 Srbů, 20 Maďarů a 10 Němců. V celém městě žilo v roce 2002 13 917 lidí.

## Doprava
Nová Moldava nemá železniční spojení. Velmi hospodářsky významný je přístav ve Staré Moldavě. Městem vede státní silnice 57 z Oršavy do Moravice. Po této silnici jezdí pravidelné autobusy na Temešvár, Rešici a Karansebeš.
Turisté z Česka putující po stopách českého osídlení Banátu často začínají svou pouť v Oršavě, která má železniční spojení. Přes české vesnice se putováním dostanou až právě do Nové Moldavy, odkud se často vrací zpět do Oršavy. Potom pokračují vlakem přes Temešvár zpět do ČR.

## Zajímavosti
- Přírodní rezervace v Valea Mare v horách Lokva (Munții Locvei)
- Národní park Železná vrata
- Socha Decebala
- Jeskyně Gaura cu Musca
- Česká vesnice Svatá Helena